# متخصص العلوم الطبية
متخصص العلوم الطبية (تختصر MSL) هو استشاري متخصص في الرعاية الصحية تعينه شركات صيدلانية، وتقانة حيوية، وأجهزة طبية، وشركات الرعاية المدارة. وقد تشمل بعض المسميات الوظيفية الأخرى لمتخصصي العلوم الطبية؛ متخصصين طبيين، ومديري العلوم الطبية، وعلماء الطب الإقليمي، ومديري الطب الإقليمي.
كان مصطلح«متخصص العلوم الطبية» في الأصل يحمل العلامة التجارية أبجون على أنه «خدمات تعليمية – وهي، بداية الدراسات الدوائية في المختبر والإعدادات السريرية وتطوير ورش العمل، والندوات، والحلقات الدراسية للأطباء، والجمعيات الطبية، والمنظمات المتخصصة، والأكاديميين، المهتمين بالمواضيع الطبية المتعلقة بالأدوية» كان أول استخدامٍ لهذا المطلح في عام 1967 في مجال التجارة في عام 1967.
ومع زيادة عدد برامج متخصصي العلوم الطبية في الرعاية الصحية، أصبحت الدوريات المعتمدة على مراجعة الأقران والكتب جاهزة لاختبار الدور الصاعد للشئون الطبية  واستخدام متخصصي العلوم الطبية في صناعة التقانة الحيوية المتكاملة بشكل متزايد 

## مميزات متخصصي العلوم الطبية
يقيم متخصصو العلوم الطبية علاقاتٍ مع قادة الرأي الرئيسيين (قادة الرأي الرئيسيين / قادة الفكر) ومقدمي الرعاية الصحية، وتوفير رؤى ناقدة فيما يتعلق بالسوق والمنافسة. ومن خلال هذا النوع من المراقبة، يتمكن متخصصو العلوم الطبية من الوصول إلى مؤثرين رئيسيين من خلال التفاعل مع المجتمعات الوطنية والإقليمية والمنظمات. وعلاوةً على ذلك، يتخصص متخصصو العلوم الطبية في مجال علاجي معين وتكون لديهم معرفة علمية مرتبطة به، وهم يشاركون الآن بشكل كبير في الأنشطة المرتبطة بـالتجارب السريرية.